# Дензъл Уошингтън
Дензъл Уошингтън (на английски: Denzel Washington) е американски актьор и режисьор.

## Биография

### Ранен живот
Роден е на 28 декември 1954 г. в Маунт Върнън, щата Ню Йорк, в семейството на Ленис – собственичка на салон за красота, и Ревърънд Дензъл Уошингтън – проповедник.
На 14-годишна възраст той, и по-голямата му сестра Лорис, са изпратени от семейството им в гимназия далеч от дома им, под предлог, че имат нужда от добро образование. Но истинската цел е била да не стават свидетели на разпадащия се брак между родителите им.
През 1977 г. Дензъл успешно се дипломира като журналист във Фордамския университет с бакалавърска степен. В годините прекарани в университета той открива своята страст към актьорската игра.

### Ранна кариера
Въпреки че завършва журналистика, той постъпва в Американската театрална консерватория в Сан Франциско. Първите си роли в театъра получава при завръщането си в Ню Йорк. Следват участия в много телевизионни продукции. Дебютът му в игралното кино е във филма „Точно копие“ (Carbon copy, 1981). Широка известност получава обаче с ролята си на доктор Чандлър от сериала на NBC „St. Elsewhere“ в периода 1982 – 1988 г.

### Кариера в киното
Първата си номинация за Оскар за най-добра поддържаща мъжка роля Дензъл Уошингтън получава за ролята си на Стив Бико от филма „Вик за свобода“. През 1989 г. той не само е номиниран в същата категория, но и я печели с участието си в историческия шедьовър „Слава“ на Едуард Зуик.
През 90-те години актьорът участва в серия от високобюджетни продукции като: „Версия Пеликан“ и „Филаделфия“ от 1993 г., „Аленият прилив“ от 1995 г., „Жената на проповедника“ и „Кураж под огъня“ от 1996 г.
През 2001 г. Уошингтън отново е номиниран и печели награда Оскар за най-добър актьор, за участието си в трилъра „Тренировъчен ден“, в ролята на Дет.
След опит за заснемане на нов филм с режисьора на „Тренировъчен ден“ Антоан Фукуа и неговият пълен провал, през 2005 г. Дензъл Уошингтън отново се завръща на театралната сцена в Ню Йорк. Въпреки надеждите и изненадата на публиката, така и не получава награда Тони за превъплъщенията си като Марк Брут.
През 2006 г. участва в напрегнатия екшън „Дежа вю“, а през 2007 г. в криминалната драма „Американски гангстер“ като Франк Лукас.

## Филмография
| година | филм                                    | оригинално заглавие      | роля                    | бележки |
| ------ | --------------------------------------- | ------------------------ | ----------------------- | --- |
| 1977   | Уилма                                   | Wilma                    | Робърт Елдридж          | - телевизионен филм |
| 1981   | Точно копие                             | Carbon Copy              | Роджър Портър           | |
| 1984   |                                         | License to Kill          | Мартин Сойер            | - телевизионен филм |
| 1984   | Войнишка история                        | A Soldier's Story        | Мелвин Патерсън         | |
| 1986   | Историята на Джордж Маккена             | The George McKenna Story | Джордж Маккена          | - телевизионен филм |
| 1986   | Сила                                    | Power                    | Арнолд Билингс          | |
| 1987   | Вик за свобода                          | Cry Freedom              | Стив Бико               | - номинация – Оскар за най-добра поддържаща мъжка роля. - номинация – Златен глобус за най-добър актьор в драматичен филм.                                       |
| 1989   | Големия Куин                            | The Mighty Quinn         | Ксавиер Куин            | |
| 1989   | За кралицата и родината                 | For Queen and Country    | Рубен Джеймс            | |
| 1989   | Слава                                   | Glory                    | Трип                    | - Оскар за най-добра поддържаща мъжка роля. - Златен глобус за най-добър актьор в поддържаща роля.                                                               |
| 1990   | Слабо сърце                             | Heart Condition          | Наполеон Стоун          | |
| 1990   |                                         | Mo' Better Blues         | Блик Гилиъм             | |
| 1991   | Рикошет                                 | Ricochet                 | Никълъс Стайлс          | |
| 1992   | Мисисипи Масала                         | Mississippi Masala       | Димитриъс Уилямс        | |
| 1992   | Малкълм Екс                             | Malcolm X                | Малкълм Екс             | - номинация – Оскар за най-добра мъжка роля. - номинация – Златен глобус за най-добър актьор в драматичен филм.                                                  |
| 1993   | Много шум за нищо                       | Much Ado About Nothing   | дон Педро от Арагон     | |
| 1993   | Версия „Пеликан“                        | The Pelican Brief        | Грей Грантъм            | |
| 1993   | Филаделфия                              | Philadelphia             | Джо Милър               | |
| 1995   | Аленият прилив                          | Crimson Tide             | Рон Хънтър              | |
| 1995   | Виртуален убиец                         | Virtuosity               | Паркър Бърнс            | |
| 1995   | Дявол в синя рокля                      | Devil in a Blue Dress    | Изи Роулинс             | |
| 1996   | Кураж под огъня                         | Courage Under Fire       | Натаниел Сърлинг        | |
| 1996   | Жената на проповедника                  | The Preacher's Wife      | Дъдли                   | |
| 1998   | Падналият ангел                         | Fallen                   | Джон Хобс               | |
| 1998   | Готов за играта                         | He Got Game              | Джейк Шътлесут          | |
| 1998   | Блокада                                 | The Siege                | Антъни „Хъб“ Хъбард     | |
| 1999   | Колекционерът                           | The Bone Collector       | Линкълн Райм            | |
| 1999   | Ураганът                                | The Hurricane            | Рубин „Ураганът“ Картър | - Златен глобус за най-добър актьор в драматичен филм. - номинация – Оскар за най-добра мъжка роля. - номинация – Сателит за най-добър актьор в драматичен филм. |
| 2000   | Помни титаните                          | Remember the Titans      | Хърман Буун             | - номинация – Сателит за най-добър актьор в драматичен филм. |
| 2001   | Тренировъчен ден                        | Training Day             | Алонсо Харис            | - Оскар за най-добра мъжка роля. - номинация – Златен глобус за най-добър актьор в драматичен филм. - номинация – Сателит за най-добър актьор в драматичен филм. |
| 2002   | Джон Кю                                 | John Q                   | Джон Куинси Арчибалд    | |
| 2002   | Антоан Фишър                            | Antwone Fisher           | Джером Девънпорт        | - също режисьор и продуцент - номинация – Сателит за най-добър режисьор.                                                                                         |
| 2003   | Почти невинен                           | Out of Time              | Матиас Лий Уитлок       | |
| 2004   | Мъж под прицел                          | Man on Fire              | Джон Криси              | |
| 2004   | Манджурският кандидат                   | The Manchurian Candidate | Бен Марко               | |
| 2006   | Човек отвътре                           | Inside Man               | Кийт Фрейзър            | |
| 2006   | Дежа вю                                 | Déjà Vu                  | Дъг Карлин              | |
| 2007   | Американски гангстер                    | American Gangster        | Франк Лукас             | - номинация – Златен глобус за най-добър актьор в драматичен филм. - номинация – Сателит за най-добър актьор в драматичен филм.                                  |
| 2007   | Великите дебатьори                      | The Great Debaters       | Мелвин Толсън           | - също режисьор |
| 2009   | Ударът „Пелам 123“: Отвличане в метрото | The Taking of Pelham 123 | Уолтър Гарбър           | |
| 2010   | Книгата на Илай                         | The Book of Eli          | Илай                    | - също продуцент - номинация – Сатурн за най-добър актьор. |
| 2010   | Неудържим                               | Unstoppable              | Франк Бърнс             | |
| 2012   | Секретна квартира                       | Safe House               | Тобин Фрост             | |
| 2012   | Полет                                   | Flight                   | Уип Уитакър             | - номинация – Оскар за най-добра мъжка роля. - номинация – Златен глобус за най-добър актьор в драматичен филм. - номинация – Сателит за най-добър актьор.       |
| 2013   | Два патлака                             | 2 Guns                   | Робърт Тренч            | |
| 2014   | Закрилникът                             | The Equalizer            | Робърт Маккол           | |
| 2016   | Великолепната седморка                  | The Magnificent Seven    | Чисолм                  | |
| 2017   | Прегради                                | Fences                   |                         | - също режисьор и продуцент - номинация – Оскар за най-добра мъжка роля.                                                                                         |
| 2017   | Вътрешен град                           | Roman J. Israel, Esq.    |                         | - също продуцент |
| 2018   | Закрилникът 2                           | The Equalizer 2          | Робърт МакКол           | |
| 2021   | Малките неща                            | The Little Things        | Джо Дийкън              | |
| 2023   | Закрилникът 3: Последна част            | The Equalizer 3          | Робърт МакКол           | |
| 2024   | Гладиатор II                            | Gladiator II             | Макрин                  | |